# Gefleteknologerna
Gefleteknologerna är en studentförening vid Högskolan i Gävle.

## Föreningen
Vintern 1986 bildades Sandvikenteknologerna, som sedermera heter Gefleteknologerna. Det efter att all skolverksamhet centraliserades till Gävle i Kungsbäck hösten 1994, då ombyggnationen av kasernetablissement till det avvecklade regementet Hälsinge regemente stod klar.

### Fakta
- Antal styrelsemedlemmar: 25 (okänt år)
- Antal aktiva medlemmar: okänt (2010)
- Antal Alumnimedlemmar: okänt (2010)
- Antal styrelsemedlemmar: 15 (2012)
- Antal styrelsemedlemmar: 19 (2015)
- Antal styrelsemedlemmar: 19 (2022)
- Antal styrelsemedlemmar: okänt (2023/2024)
- Antal styrelsemedlemmar: 19 (2023/2024)

### Profilering
- Overall: Bordeaux
- Övriga kläder: Buteljgrön
- Smäck: Mossgrön med Gefleteknologpin

## Utskott
- Sexmästeriet (SMG)
- Marknadsföring
- Näringsliv
- Utbildning
- Arbetsmarknad
- Introduktion

### Sexmästeriet/ (SMG)
Är det utskott i föreningen som ser till att Trossen är fungerande, samt sköter pubverksamheten.

### Marknadsföring
Är de som marknadsför föreningen på skolan samt via sociala medier, samt hanterar allmänna frågor till föreningen.

### Näringsliv
Upprättar och håller kontakt med företag och sponsorer.

### Utbildning
Är de som upprätthåller kontakter med högskolan, och verkar för att främja studiemiljön för studenter och lärare.

### Arbetsmarknad
Anordnar Gefleteknologernas arbetsmarknadsdag varje höst, där studenter inom akademien kan möta företag och prata framtid.

## Föreningslokal
Teknologernas lokal/byggnad befinner sig en bit utanför högskolans område (i teknikparken) i en byggnad som heter "Trossen". Tidigare i Sandviken fanns det en byggnad som hete "Gula BARacken" som var för alla teknologer i Sandviken och under ett antal år även "Gasquen" som var till för teknologerna i Gävle. Gasquen var Gtechs lokal. En källarlokal intill Polhemsskolan på Söder i Gävle. Då teknologerna i Sandviken och Gävle slogs ihop 1994 skapades en ny gemensam lokal för båda föreningarna, en gammal barack på I14 gamla område, kom att bli vad som i många år kallades för Röda BARacken och var belägen i närområdet vid högskolan. Byggnaden revs 2014 för att ge plats åt studentbostäder.
Röda BARacken genomgick en stor renovering under våren 2011. Bakgrunden till det låg i att byggnaden var i dåligt skick samt att en renovering har varit under planering en längre tid.
Under 2014 invigdes Gefleteknologernas nya lokal, Trossen. Där hålls numera de flesta eventen, möten och pubkvällarna.

## Historia
Då studentkåren låg i Gävle var det inte lätt för studenterna i Sandviken att påverka eller få information om kårens studentaktiviteter på bl.a. kårkällaren. Studentantalet ökades markant varje år och nya linjer kom till. Då bestämde sig studenterna i Sandviken för att organisera sig för att ta hand om alla nya studenter, föra fram åsikter till Studentkåren och mot högskolan.
Så vintern 1986 bildades en interimsstyrelse (utskott) som blev Studentkårens avdelning för tekniska utbildningar, som sedermera blev Sandvikenteknologerna. Två av de som deltog i den styrelsen jobbar idag på högskolan.
Under vårterminen -86 byggdes Gula BARacken. Där byggdes bland annat den bardisk som idag återfinns på Röda BARacken. Under mottot "Den måste tåla kravaller" byggdes baren av tvåtumsplank och bultades fast i golvet. Plankorna kom i sin tur från det som kom att kallas "Motorsågsmassakern" i långa tider efteråt, då en innervägg byggd av nämnda plankor helt frankt sågades bort i akt och mening att vidga lokalen.
Följande sommar -86 kläcktes den avsiktligt flerfacetterade devisen "Scientiae in futurum", den kan tolkas som kunskap för framtiden, kunskap i framtiden, vetenskap för framtiden eller vetenskap i framtiden. Det handlar mest om vilka värderingar man binder vid orden där kunskap bär betydelsen mera praktiskt tillämpande och vetenskap i sin tur väger över mot teoretisk tillämpning. Sedan huruvida för eller i, är en tankelek mellan att lära för framtiden och målet och att i framtiden ha kunskapen eller kunna tillämpa vetenskapen.
Under hösten -86 så instiftades n0llningen med därtill tillhörande ritualer på allvar och den första supern0llan föddes.
Under året togs också rätten för teknologerna vid Högskolan i Gävle/Sandviken att bära grön smäck med overall. De första overallerna var gula, men innan vårterminens slut hade färgen bytts till vit efter kraftfulla påstötningar från Uppsala Teknologkår:s teknologer som ansåg sig ha ensamrätt på just den gula färgen! Ett antal år senare startades en teknologavdelning i Gävle, Gefletec, som för att avvika valde bordeauxfärgade overaller, den färg som valdes gemensamt vid den senare sammanslagningen.
Hösten 1994 flyttade alla ingenjörsutbildningar som var stationerade i Sandviken in till nya högskolan på Kungsbäck i Gävle. Följden av detta var att de betydligt äldre studentföreningarna Sandvikenteknologerna och Gefletec slogs samman till en ny förening med namnet Gefleteknologerna.